# باتون گوینت
باتون گوینت (Button Gwinnett)‏ (۳ مارس ۱۷۳۵ میلادی - ۱۹ مه ۱۷۷۷ میلادی)، یکی از پدران بنیانگذار ایالات متحده آمریکا و متولد انگلستان بود که نماینده جورجیا در کنگره قاره‌ای و یکی از امضاء کنندگان (اولین امضاء سمت چپ) اعلامیه استقلال ایالات متحده بود. همچنین او مدت کوتاهی پرزیدنت موقت جورجیا در ۱۷۷۷ میلادی بوده و شهرستان گوینت (که اکنون از حومه‌های منطقه کلان‌شهری آتلانتا است) به نام او نامگذاری شده‌است. گوینت توسط رقیبش به نام لاچلان مکینتاش پس از اختلافات حاصل از تهاجم ناموفق فلوریدای شرقی در یک دوئل کشته شد.

## اوان زندگی و آموزش
گوینت در ۱۷۳۵ میلادی در منطقه داون هاترلی از شهرستان گلاسترشر انگلستان بدنیا آمد. پدر ولزی او ساموئل گوینت (کلمه گوینت مشتق شده از نام شهرستان ولزی گوینز است) و مادرش آنه بود. او سومین فرزند از هفت فرزند والدینش بود که بعد از خواهر بزرگترش «آنا ماریا» و برادر بزرگترش «ساموئل» بدنیا آمد. گزارش‌های متناقضی در رابطه با تاریخ دقیق تولد او وجود دارد. اما او در کلیسای سنت کاترین در ۱۰ آوریل ۱۷۳۵ میلادی تعمید شد. اعتقاد بر این است که در مدرسه کالج کلیسای جامع گلاستر (اکنون به نام «مدرسه پادشاه» شناخته می‌شود) همچون برادر بزرگترش شرکت داشته اما شواهدی برای پشتیبانی از آن برجای نمانده‌است. او حرفه خود را به عنوان کاراموز نزد عمویش «ویلیام گوینت» آغاز کرد. ویلیام گوینت در گلوسستر سبزی فروشی داشت و سپس در ۱۷۵۴ میلادی بعد از کسب کاراموزی بیشتر نزد یک آهن فروش به نام «جان وستون اسمیت» به ولورهمپتون در استافوردشر نقل مکان نمود. در ۱۹ آوریل با آن بورن ازدواج کرد که دختر یک سبزی فروش در کلیسای سنت پیترز والورهمپتون بود. این زوج در ۱۷۶۲ میلادی در حالی که صاحب سه دختر بودند از والورهمپتون جدا شده و به آمریکا مهاجرت نمودند.
فعالیت‌های تجاری گوینت موجب شد که او از نیوفاندلند به جامائیکا برود. او که هیچگاه در آن فعالیت‌ها موفق نبود در ۱۷۶۵ میلادی به ساوانای جورجیا نقل مکان کرده و در آنجا مغازه ای را باز نمود. وقتی آن سوداگری نیز شکست خورد به صورت اعتباری جزیره سنت کاترین را خریداری کرده و همچنین تعداد زیادی از بردگان را جهت تلاش برای مزرعه داری به بردگی گرفت. گرچه که فعالیت‌های زراعی او نیز ناموفق بود، ولی با این وجود در سیاست محلی برای خود سرشناسی ایجاد کرده و برای مجلس استانی انتخاب گردید.

## حرفه سیاسی
گوینت تا ۱۷۷۵ میلادی، مدافع قوی از حقوق مستعمراتی نبود، و این هنگامی بود که سنت جان پریش زمین‌هایش را محاصره کرده و تهدید کرد که از عضویت جرجیا خارج خواهد شد. کنش او به علت پاسخ محافظه‌کارانهٔ مستعمره به رویدادهای آن زمان بود. طی دوران تصدی وی در مجمع، رقیب اصلی گوینت لاچلان مکینتاش بود و لیمان هال نزدیک‌ترین متحد وی به‌شمار می‌رفت.
گوینت به عنوان نماینده جورجیا در کنگره قارهٔ گماشته شد، جاییکه به نفع اعلام استقلال رأی داد که در ۲ ژوئیهٔ ۱۷۷۶ میلادی توسط کنگره اقتباس گردید. او کپی نسخه خطی معروف را در ۲ اوت ۱۷۷۶ میلادی امضاء نمود. پس از امضای اعلامیه، تا زمانی که ویرجنیا توسط یکی دیگر از امضاء کنندگان به نام کارتر براکستون که یکی از قوانین اساسی پیشنهادی ایالتی که توسط جان آدامز مطرح شده بود را با خود داشت، همراهی و پشتیبانی شد. گوینت طی خدمتش در کنگرهٔ قاره‌ای، کاندیدی برای موقعیت تیمسار سرتیپی جهت هدایت هنگ اول در ارتش قاره‌ای بود، اما این موقعیت را به مکینتاش باخت. باخت این موقعیت به رقیبش، کام گوینت را به شدت تلخ نمود.
گوینت در قوه قانونگذاری ایالت جورجیا خدمت کرد و در ۱۷۷۷ میلادی پیشنویس اصلی اولین قانون اساسی ایالتی جورجیا را نوشت. او سخنگوی مجمع جورجیا شد، موقعیتی که تا زمان مرگ (فرماندار) جورجیا، آرشیبالد بولاخ حفظ نمود. گوینت توسط شورای اجرایی مجمع، به این موقعیت خالی ارتقاء یافت. در این موقعیت، او به دنبال خالی کردن زیر پای رهبری مکینتاش بود. تنش‌های بین گوینت و مکینتاش هنگامی به نقطه جوش خود رسید که مجمع کل رأی به تأیید حمله گوینت بر بریتیش فلوریدا در آوریل ۱۷۷۷ میلادی داد.

## مرگ
گوینت به عنوان نماینده کنگره از جورجیا و فرمانده ارشد نظامی جورجیا، از رقیب خود مکینتاش تفوق داشت. گوینت باعث دستگیری برادر مکینتاش و اتهام خیانت او شد. همچنین دستور داد که مکینتاش تهاجم فلوریدای شرقی تحت کنترل بریتانیا را رهبری کند که در نهایت به شکست انجامید. گوینت و مکینتاش همدیگر را به هدف دفاع از خود متهم ساختند و مکینتاش به صورت عمومی گوینت را یک «رذل و حقه‌باز دروغگو» نامید. سپس گوینت مکینتاش را به یک دوئل دعوت کرد و نتیجتاً در ۱۶ مه ۱۷۷۷ میلادی در مزرعه‌ای تحت تملک فرماندار سلطنتی معزول «جیمز رایت» با یک دیگر جنگیدند و سپس در قبرستان پارک مستعمراتی ساوانا دفن شد. گرچه که مکینتاش زخمی شد، اما بازیابی شده و تا ۱۸۰۶ میلادی زندگی کرد. او در ارتباط با مرگ گوینت تحت تعقیب قانونی قرار نگرفت.

## میراث
برترین مجموعه‌داران به شدت به دنبال دستخط گوینت جهت گردآوری مجموعه کاملی از دستخط‌های تمامی ۵۶ امضاء کنندگان اعلامیه استقلال ایالات متحده بوده و امضای گوینت بسیار کمیاب بوده به طوری که تنها ۵۱ مثال از امضای او وجود دارد، چرا که گوینت تا حدی قبل از امضای آن بیانیه در ابهام قرار داشته و مدت کوتاهی پس از آن نیز فوت کرد. تنها ده تا از این امضاها در تملک خصوصی قرار دارند. شهرستان گوینت در جورجیا، یکی از نواحی حومه‌ای آتلانتا است که به نام او نامگذاری شده‌است.